# Запорізька січ (фільм, 1911)

Поріг, імовірно Кодацький

«Запорізька січ» — перший повнометражний фільм українського виробництва.

## Історія знімання
В 1911 році новостворена в Катеринославську підприємцем Щитиніним та оператором і режисером Данилом Сахненком, кінокомпанія «Батьківщина» зняла свій перший повнометражний фільм — «Запорізька січ» або «Облога запорізька». Картина розповідала про героїчне минуле Запорозької Січі в XVII столітті, про бойові подвиги запорізьких козаків і кошового Івана Сірка, що захищали Україну від татар і турків.
Фільм було відзнято у вересні 1911 року на території Лоцманської Кам’янки (тепер місцевість Дніпра). 

Катеринославська газета тоді писала: 
На березі Дніпра побудували курені, хати, трохи не півсела запросили взяти участь у «баталії». Для всіх учасників баталії пошито спеціально історичне убрання. В цій баталії бере участь коло 400 душ, з гарматами і човнами на Дніпрі.
Київська газета того часу «Засів» від 30 вересня 1911 року повідомляє:
Відома кінематографічна фірма братів Пате хоче випустити картину «Напад татар на Запорізьку Січ». Щоб ся картина мала справжній вигляд, фірма хоче улаштувать показний бій на березі Дніпра, на місці колишньої Січі. З цією метою агенти фірми робили досліди Дніпра на всьому протязі між Олександрівським і Катеринославом і спинились на Лоцманській Каменці, як найбільше підхожому місці.
Фільм знімався за участі нащадків козаків на дніпровських порогах на історичних місцях колишньої Січі. У сценах фільму беруть участь понад 400 людей з гарматами та човнами з мешканців Лоцманської Кам'янки, - нащадків запорозьких козаків.
Консультував знімальну групу історик Дмитро Яворницький. Він надав історичний козацький одяг, що зберігався в історичному музеї. Спеціально для фільму композитором і хоровим диригентом Олександром Векслером-Стрижевським була написана музика. Декорації робив художник Є. Шпалик. Багато жителів Катеринослава добровільно збирали для знімань одяг, побутове оздоблення, робили бутафорську зброю. Фільм вийшов у прокат у січні 1912 року.
Фільм «Запорізька Січ» створено у 1911—1912 роках працівниками першого в Україні акціонерного товариства «Южнорусское этнографическое акционерное общество Щукин, Сахненко и К».
Дотепер фільм не зберігся. Було знайдено лише чотири кадри з цього фільму. На думку деяких істориків кіно, фільм можливо зберігся і знаходиться у Французькій Синематеці.